# Châtrices
Châtrices est une commune française située dans le département de la Marne en région Grand Est.

## Géographie

### Localisation
Châtrices se trouve au nord-est du département de la Marne, en région Grand Est, à la limite avec le département de la Meuse. La commune appartient à la région agricole de l'Argonne.
La commune de Châtrices s'étend sur une superficie de 1 953 hectares. Sur son territoire, l'altitude varie de 136 à 251 mètres. Le village se situe au centre de la commune sur les rives de l'Aisne. Le hameau de Ferme du Bois des Chambres, au nord, se trouve également à proximité de la rivière. Au sud-ouest, les hameaux de Ferme de Failly, Ferme des Mares, la Hotte et Verneau se trouvent autour d'étangs alimentés par l'Ante et son affluent le ruisseau de Braux. L'est de la commune est occupé par la forêt de Châtrices, où se trouve son point culminant.
Par la route, Châtrices se situe à 54 km de Châlons-en-Champagne, préfecture du département, à 54 km de Verdun dans la Meuse, et à 9 km de Sainte-Menehould, bureau centralisateur du canton d'Argonne Suippe et Vesle dont dépend Châtrices depuis 2015. La commune fait en outre partie du bassin de vie de Sainte-Menehould.
Châtrices est limitrophe de 8 communes :
| Verrières                       | Sainte-Menehould   | Futeau Meuse              |
| Élise-Daucourt Braux-Saint-Remy | Châtrices          | Beaulieu-en-Argonne Meuse |
| Sivry-Ante                      | Villers-en-Argonne |                           |

### Hydrographie
La commune est dans la région hydrographique « la Seine du confluent de l'Oise (inclus) à l'embouchure » au sein du bassin Seine-Normandie. Elle est drainée par l'Aisne, l'Ante, le ruisseau de Braux, le Fossé des Anches, le cours d'eau 01 de la commune d'Elise-D'Aucourt, le cours d'eau 01 de la Gorge du Neufour, le cours d'eau 01 de la Grande Vallée, le cours d'eau 01 de Longeval, le cours d'eau 03 de la commune de Chatrices, le cours d'eau 08 de la commune de Chatrices, le cours d'eau 10 de la commune de Chatrices, le cours d'eau 18 de la commune de Beaulieu-en-Argonne, le Fossé 35 de la commune de Sainte-Menehould, le ruisseau de la Fontaine, divers bras de l'Aisne et divers autres petits cours d'eau,.
L'Aisne est un  cours d'eau naturel navigable de 256 km de longueur, traversant les cinq départements Meuse, Marne, Ardennes, Aisne, Oise. Elle est un affluent de rive gauche de l'Oise, ce qui fait d'elle un sous-affluent de la Seine. Les caractéristiques hydrologiques de l'Aisne sont données par la station hydrologique située sur la commune. Le débit moyen mensuel est de 3,72 m3/s. Le débit moyen journalier maximum est de 83 m3/s, atteint lors de la crue du 3 février 2020. Le débit instantané maximal est quant à lui de 108 m3/s, atteint le même jour.
L'Ante, d'une longueur de 26 km, prend sa source dans la commune de Noirlieu et se jette dans l'Aisne à Verrières, après avoir traversé onze communes. Les caractéristiques hydrologiques de l'Ante sont données par la station hydrologique située sur la commune. Le débit moyen mensuel est de 0,907 m3/s. Le débit moyen journalier maximum est de 15,1 m3/s, atteint lors de la crue du 16 octobre 1981. Le débit instantané maximal est quant à lui de 16,4 m3/s, atteint le même jour.
Huit plans d'eau complètent le réseau hydrographique : la Grande Carpière (1,8 ha), l'étang de la Grande Rouillie (15,7 ha), l'étang de la Hotte (6,9 ha), l'étang des Porcheries (2,4 ha), l'étang des Usages (7,8 ha), l'étang Gilet de Rin (1,9 ha), l'étang Neuf (9,3 ha) et l'étang Sec (0,5 ha),.

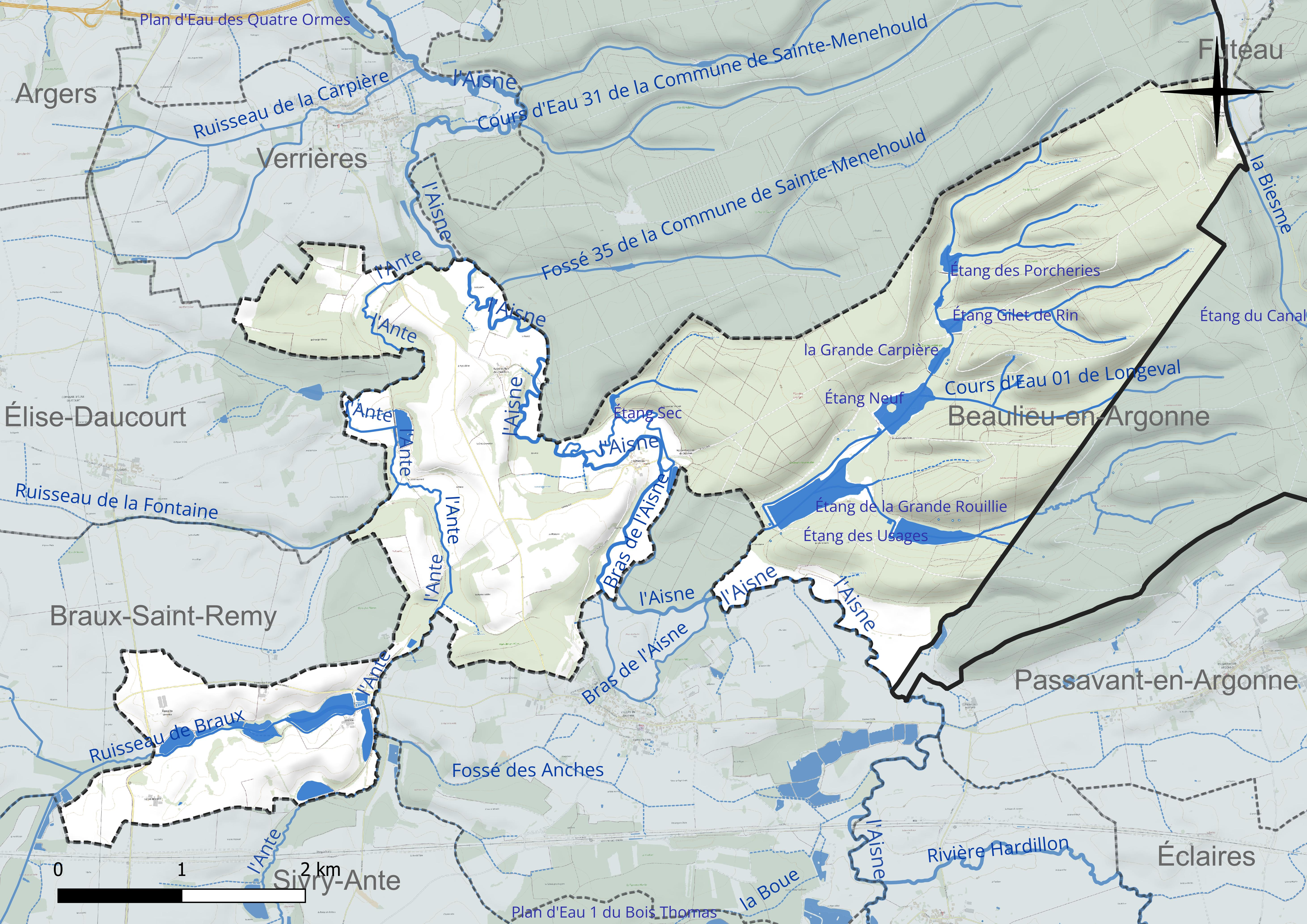
Réseau hydrographique de Châtrices.

### Climat
Pour des articles plus généraux, voir Climat du Grand Est et Climat de la Marne.
En 2010, le climat de la commune est de type climat de montagne, selon une étude du Centre national de la recherche scientifique s'appuyant sur une série de données couvrant la période 1971-2000. En 2020, Météo-France publie une typologie des climats de la France métropolitaine dans laquelle la commune est exposée à un climat océanique altéré et est dans la région climatique Nord-est du bassin Parisien, caractérisée par un ensoleillement médiocre, une pluviométrie moyenne régulièrement répartie au cours de l’année et un hiver froid (3 °C).
Pour la période 1971-2000, la température annuelle moyenne est de 10,1 °C, avec une amplitude thermique annuelle de 16 °C. Le cumul annuel moyen de précipitations est de 907 mm, avec 13,5 jours de précipitations en janvier et 9,2 jours en juillet. Pour la période 1991-2020, la température moyenne annuelle observée sur la station météorologique de Météo-France la plus proche, « Argers », sur la commune d'Argers à 7 km à vol d'oiseau, est de 10,9 °C et le cumul annuel moyen de précipitations est de 739,4 mm. 
La température maximale relevée sur cette station est de 41,1 °C, atteinte le 25 juillet 2019 ; la température minimale est de −17,5 °C, atteinte le 20 décembre 2009,,.
Les paramètres climatiques de la commune ont été estimés pour le milieu du siècle (2041-2070) selon différents scénarios d'émission de gaz à effet de serre à partir des nouvelles projections climatiques de référence DRIAS-2020. Ils sont consultables sur un site dédié publié par Météo-France en novembre 2022.

## Urbanisme

### Typologie
Au 1er janvier 2024, Châtrices est catégorisée commune rurale à habitat très dispersé, selon la nouvelle grille communale de densité à sept niveaux définie par l'Insee en 2022.
Elle est située hors unité urbaine. Par ailleurs la commune fait partie de l'aire d'attraction de Sainte-Menehould, dont elle est une commune de la couronne,. Cette aire, qui regroupe 50 communes, est catégorisée dans les aires de moins de 50 000 habitants,.

### Occupation des sols
L'occupation des sols de la commune, telle qu'elle ressort de la base de données européenne d’occupation biophysique des sols Corine Land Cover (CLC), est marquée par l'importance des forêts et milieux semi-naturels (60,3 % en 2018), en diminution par rapport à 1990 (62 %). La répartition détaillée en 2018 est la suivante : 
forêts (53,5 %), prairies (22,2 %), terres arables (11,8 %), milieux à végétation arbustive et/ou herbacée (6,9 %), eaux continentales (2,9 %), zones agricoles hétérogènes (2,8 %). L'évolution de l’occupation des sols de la commune et de ses infrastructures peut être observée sur les différentes représentations cartographiques du territoire : la carte de Cassini (XVIIIe siècle), la carte d'état-major (1820-1866) et les cartes ou photos aériennes de l'IGN pour la période actuelle (1950 à aujourd'hui).

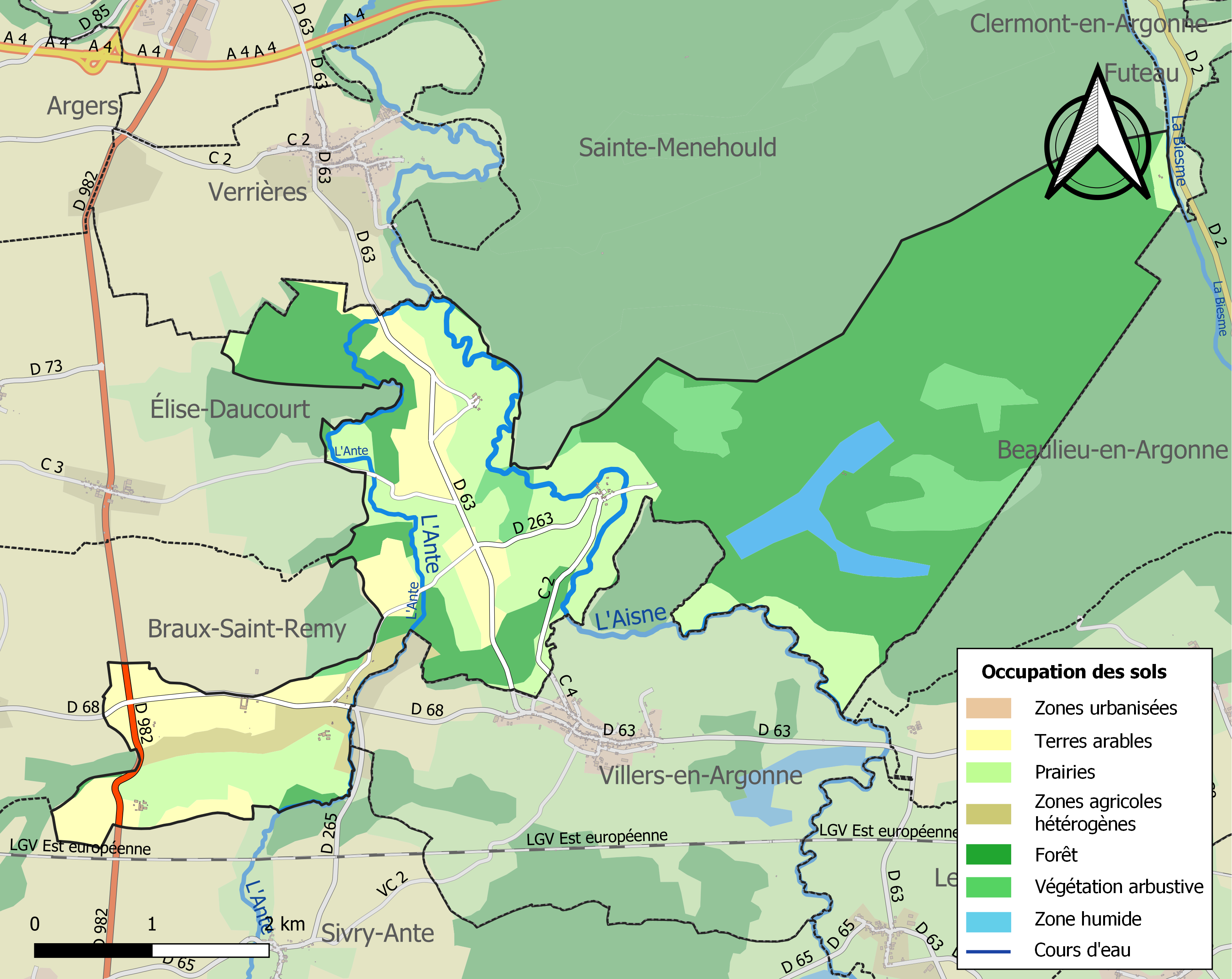
Carte des infrastructures et de l'occupation des sols de la commune en 2018 (CLC).

## Toponymie
Le nom de la localité est attesté sous les formes Ecclesia de Castriciis (1107) ; Castritia (1132) ; « Monasterium Sancte Marie Castricensis » (1197) ; Chastriciæ (1229) ; Chastrices (1242) ; Castricium (1266) ; Chatrisses (1308) ; Castrices (1346) ; Chastrice (1389) ; Chastrisses (1535) ; L'abbaye de Chatris (1777).
Castriciis en 1107, parait dérivé du latin castrum avec le suffixe diminutif -icium, pour fort ou emplacement fortifié qui devait être un point de défense sur le lieu de franchissement de l'Aisne.

## Politique et administration
Par décret du 29 mars 2017, l'arrondissement de Sainte-Menehould est supprimée et la commune est intégrée le 31 mars 2017 à l'arrondissement de Châlons-en-Champagne.

### Intercommunalité
La commune, antérieurement membre de la communauté de communes de la Région de Sainte-Menehould, est membre, depuis le 1er janvier 2014, de la CC de l'Argonne Champenoise.
En effet, conformément au schéma départemental de coopération intercommunale de la Marne du 15 décembre 2011, cette communauté de communes de l'Argonne Champenoise est issue de la fusion, au 1er janvier 2014,  de : 
- la communauté de communes du Canton de Ville-sur-Tourbe ;
- de la communauté de communes de la Région de Givry-en-Argonne ;
- et de la communauté de communes de la Région de Sainte-Menehould.

Les communes isolées de Cernay-en-Dormois, Les Charmontois, Herpont et Voilemont ont également rejoint l'Argonne Champenoise à sa création.

### Liste des maires
| Période                                  | Période                      | Identité                | Étiquette | Qualité                                                     |
| ---------------------------------------- | ---------------------------- | ----------------------- | --------- | ----------------------------------------------------------- |
| Les données manquantes sont à compléter. |                              |                         |           |                                                             |
| avant 1981                               | ?                            | Jean Hiobacq            |           |                                                             |
|                                          | 30 mars 2006                 | François Champion       |           |                                                             |
| 5 mai 2006                               | mars 2008                    | Philippe Person-Mangeot |           |                                                             |
| mars 2008                                | En cours (au 4 juillet 2014) | Jean Notat              | UMP       | Conseiller régional[Quand ?] Réélu pour le mandat 2014-2020 |

## Population et société

### Démographie
L'évolution du nombre d'habitants est connue à travers les recensements de la population effectués dans la commune depuis 1793. Pour les communes de moins de 10 000 habitants, une enquête de recensement portant sur toute la population est réalisée tous les cinq ans, les populations de référence des années intermédiaires étant quant à elles estimées par interpolation ou extrapolation. Pour la commune, le premier recensement exhaustif entrant dans le cadre du nouveau dispositif a été réalisé en 2006.

En 2022, la commune comptait 36 habitants, en évolution de +5,88 % par rapport à 2016 (Marne : −1,19 %, France hors Mayotte : +2,11 %).
| 1793 | 1800 | 1806 | 1821 | 1831 | 1836 | 1841 | 1846 | 1851 |
| ---- | ---- | ---- | ---- | ---- | ---- | ---- | ---- | ---- |
| 185  | 133  | 177  | 153  | 129  | 141  | 141  | 127  | 134  |

| 1856 | 1861 | 1866 | 1872 | 1876 | 1881 | 1886 | 1891 | 1896 |
| ---- | ---- | ---- | ---- | ---- | ---- | ---- | ---- | ---- |
| 144  | 154  | 131  | 129  | 132  | 125  | 146  | 143  | 137  |

| 1901 | 1906 | 1911 | 1921 | 1926 | 1931 | 1936 | 1946 | 1954 |
| ---- | ---- | ---- | ---- | ---- | ---- | ---- | ---- | ---- |
| 135  | 118  | 134  | 120  | 120  | 127  | 110  | 96   | 95   |

| 1962 | 1968 | 1975 | 1982 | 1990 | 1999 | 2006 | 2011 | 2016 |
| ---- | ---- | ---- | ---- | ---- | ---- | ---- | ---- | ---- |
| 113  | 78   | 60   | 60   | 50   | 39   | 37   | 33   | 34   |

| 2021 | 2022 | - | - | - | - | - | - | - |
| ---- | ---- | - | - | - | - | - | - | - |
| 36   | 36   | - | - | - | - | - | - | - |

## Culture locale et patrimoine

### Lieux et monuments
Début 2017, la commune est « réputée sans clochers ».
Il y avait l'abbaye de Châtrices qui relevait de la Congrégation de Saint-Vanne-et-Saint-Hydulphe.

### Personnalités liées à la commune
- Nicole Notat, syndicaliste, née le 26 juillet 1947 à Châtrices.

### Héraldique
| Armes de Châtrices | Les armes de la commune se blasonnent ainsi : d'azur semé de fleurs de lys d'or au cygne d'argent nageant sur une champagne ondée du même chargée de deux burèles ondées du champ. |